# كلير إتش فوس
كلير إتش فوس (بالإنجليزية: Clair Horton Voss)‏ هو محامي وقاضي أمريكي، ولد في 16 سبتمبر 1920 في أنتيغو في الولايات المتحدة، وتوفي في 10 أغسطس 1998.